# Bou Jedyane
Bou Jedyane (franska: Bou Jedyane (CR), Bou Jedyane (Commune Rurale), arabiska: القصر الكبير (البلدية)) är en kommun i Marocko.   Den ligger i provinsen Larache och regionen Tanger-Tétouan-Al Hoceïma, i den norra delen av landet, 160 km nordost om huvudstaden Rabat. Antalet invånare är 12 161.